# キッザニア甲子園

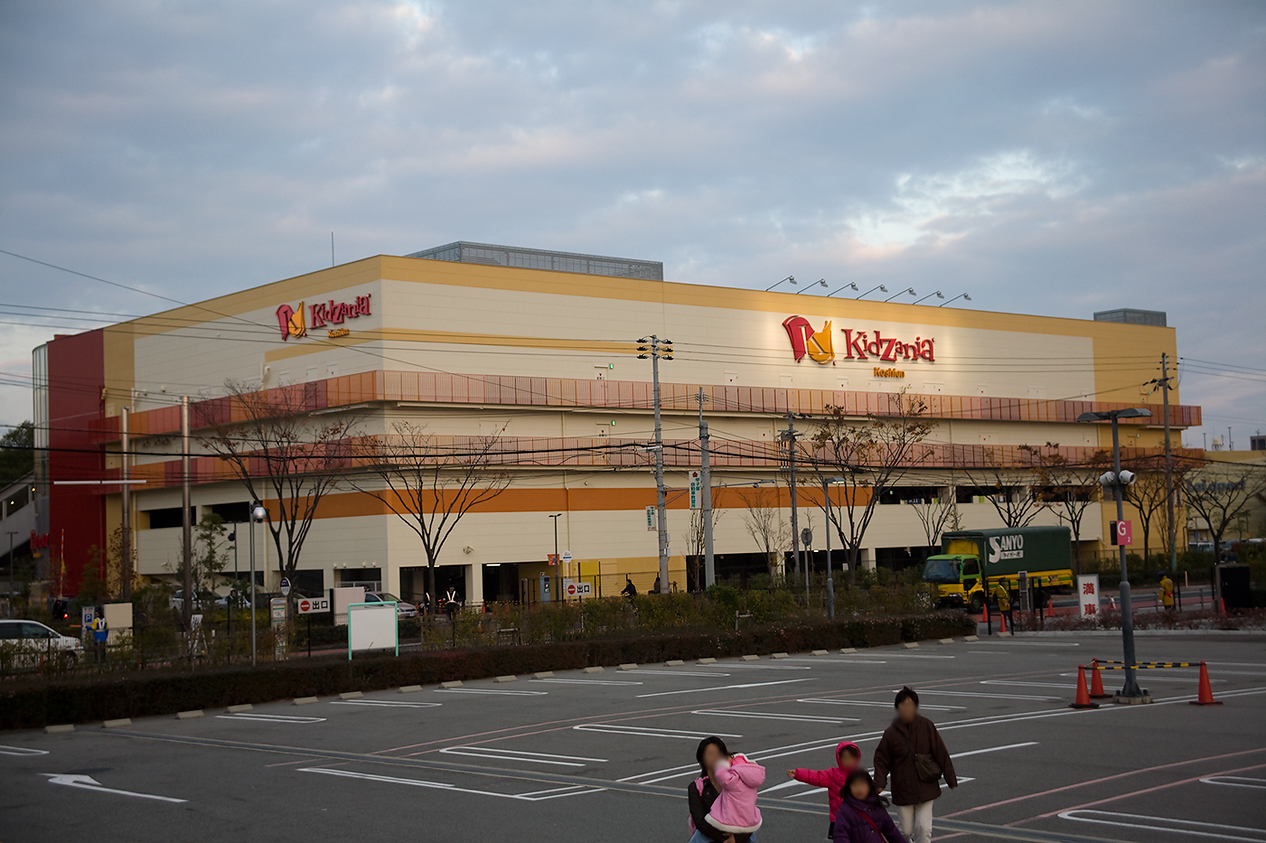
キッザニア甲子園外観

キッザニア甲子園（キッザニアこうしえん、Kidzania Koshien）は、兵庫県西宮市のららぽーと甲子園敷地内にある体験型商業施設。KCJ GROUP株式会社（旧・キッズシティージャパン）が運営する。

## 概要
2007年（平成19年）10月4日に日本国内2店舗目の開業計画が発表され、出店地が兵庫県西宮市甲子園に決定。2009年（平成21年）3月27日に開業した。
- 営業日：不定休
- 営業時間（完全入替制）：
  - 1部：9:00 - 15:00（6時間）
  - 2部：16:00 - 21:00（5時間）
- 仕事体験：3歳 - 15歳（大人は連れて来た子供の同伴のみが可能で、仕事体験はできない）
- 駐車料金：G駐車場の駐車料金が6時間無料となるほか、甲子園球場での野球開催日における特別駐車料金が免除となる。なお、特別駐車料金ゼロシステム認証機に駐車券を通してはならない。

パビリオン企業の大半は、キッザニア東京とほぼ共通している。しかし、企業の性質上、関東地方を営業基盤としている、もしくは関東地方のみしか営業を行わない企業などは、近畿地方を営業基盤としている企業にさし変わっていることも多い。
ただし、電車のパビリオンはキッザニア甲子園にしかないものだったが、2015年4月には、キッザニア東京に地下鉄パビリオンがオープンした。
ただし、ラジオ局を運営しているFM802は、キッザニア東京のパビリオンに出展しているJ-WAVEとは、JFLとしての提携関係にあり、また、キッザニア甲子園内にあるテレビ局を運営しているテレビ大阪もキッザニア東京の同様の施設を運営しているテレビ東京とは、TXNとしての系列関係がある（FM802、およびテレビ大阪はいずれも、大阪府域放送であり兵庫県は本来エリア外であるが西宮市内に関しては大半の世帯で受信可能）。
また、テレビ大阪とキッザニア甲子園の合同キャンペーンは2020年と2021年に行われたため、同局系で放送中の『トミカ絆合体 アースグランナー』や『マジカパーティ』にて、アフレコ体験スタジオを実施。参加したの方々には抽選で1,000名様に豪華グッズ（提供：タカラトミー）が当たるキャンペーンがプレゼントされる。

### 相違点

#### 東京とは異なるパビリオン
- 観光バス - 神姫バス（2021年8月31日終了）
- 精米工場 - 神明ホールディング（終了）
- 電車 - 阪急阪神ホールディングス（阪神電気鉄道）
- 電力会社 - 関西電力
- デパート - 髙島屋

#### 甲子園のみのパビリオン
- ファーマーズセンター - ヤンマー
- ドラッグストア - ココカラファイン
- 自動車工場 - 三菱自動車工業
- すし屋 - SRSホールディングス（旧・サトレストランシステムズ）
- 大使館 - JTB （終了）
- エコバッグショップ - 東レ（2016.7.15終了）
- 水道施設 - 大成機工
- バウムクーヘンショップ - ユーハイム（2017.10.21終了）
- ペインティングウォール - アサヒペン
- ボイラ施設 - 三浦工業
- ポストレコーディングスタジオ - ECC
- マヨネーズ工場 - キユーピー（終了→パソコン工場へ）
- ファッションブティック - F・O・インターナショナル
- 医療研究所 - ロート製薬
- 理容店・美容店 - 貝印
- ガラス工場 - AGC
- パソコン工場 - マウスコンピュータ
- キッチンリフォームセンター - タカラスタンダード
- パッケージング・ラボ - 大日本印刷（2023年3月に旧・印刷工房パビリオンからリニューアル）

#### 過去に存在したパビリオン
- ホテル - 阪急阪神ホールディングス（阪急阪神ホテルズ）
- ボトリング工場 ‐ コカ・コーラ
- 家電修理 - ミドリ電化（現・エディオン）
- 建設現場 - 大林組